# Paralaxe

Esta animação é um exemplo de paralaxe. À medida que o ponto de vista se move de um lado para o outro, os objetos distantes parecem se mover mais lentamente do que os objetos próximos à câmera. Nesse caso, o cubo branco na frente parece se mover mais rápido do que o cubo verde no meio do fundo distante.

Paralaxe (do grego παραλλαγή, que significa alteração) é a diferença na posição aparente de um objeto em relação a um plano de fundo, tal como visto por observadores em locais distintos ou por um observador em movimento. Em astronomia, a paralaxe estelar é utilizada para medir a distância das estrelas utilizando o movimento da Terra em sua órbita. É o ângulo formado pelas semirretas que partem do centro de um astro e vão ter, uma ao centro da Terra, outra ao ponto onde se acha o observador.

## Paralaxe astronômica
Em Astronomia, os objetos de estudo estão sempre muito distantes.
Quase sempre os astrônomos precisam obter informações sobre os astros sem poder tocá-los ou colher amostras para realizar experimentos. Assim, os astrônomos conseguiram desenvolver muitos métodos para obter informações sobre os corpos celestes analisando a luz que recebemos deles, como obter a distância a que um corpo está da Terra. Para fazer isso pode-se utilizar a medida do ângulo de paralaxe. Para entendê-lo, basta fazer uma experiência simples: levante o dedo indicador, e estique o braço. Feche um olho e observe o seu dedo e note o fundo atrás dele. Agora feche o olho que estava aberto e abra o outro, sem mover o braço. Deve-se notar que o seu dedo parece andar em relação ao fundo.
O método da paralaxe consiste em fazer esse mesmo tipo de observação. Para medir distâncias, ao invés do dedo se utiliza uma estrela e ao invés do piscar de olhos se utiliza o movimento da Terra em sua órbita.
Quando olhamos para o céu, em seu conjunto, a distância das estrelas é tão grande que perdemos a noção de profundidade, num primeiro momento. Todas as estrelas parecem então estar à mesma distância, coladas numa grande esfera, a esfera celeste. Mas, na verdade, elas não estão à mesma distância, sendo o método de paralaxe usado para medir algumas dessas distâncias.

### Método
Para entender o método da paralaxe, olhe a figura ao lado. Quando a Terra está na posição A, na figura da esquerda, vemos uma estrela que está relativamente próxima, se considerarmos as demais (bem mais distantes, formando um “fundo” de estrelas). Já na posição B, algum tempo depois, a Terra está em outra posição, e vemos a estrela em outra posição em relação às estrelas de fundo. Ela parece se mover, assim como o seu dedo pareceu se mover quando você trocou o olho aberto.
Na prática, através da observação da estrela nas posições A e B, os astrônomos são capazes de medir o ângulo mostrado na figura, que se chama paralaxe. Com esse ângulo e trigonometria, pode-se determinar a distância da estrela.

### Tipos de paralaxe
O método de triangulação explicado acima é usado para medir a distância de objetos astronômicos. Mas como esses objetos estão muito distantes, é necessário escolher uma linha de base muito grande. Para medir a distância da Lua ou dos planetas mais próximos, por exemplo, pode-se usar o diâmetro da Terra como linha de base. Para se medir a distância de estrelas próximas, usa-se o diâmetro da órbita da Terra como linha de base.

## Paralaxe heliocêntrica ou anual
A paralaxe anual é  definida com a diferença de posição de uma estrela com vista da Terra e do Sol. Como não podemos ver a estrela do Sol, a observação é feita entre dois pontos opostos da órbita da Terra e o resultado dividido por 2. O parsec é a distância para a qual a paralaxe anual é de um segundo de arco ou arcseg. Um parsec é igual a 3,26 anos-luz.
A distância de um objecto em parsecs pode ser calculada do inverso de sua paralaxe. Por exemplo, a estrela mais próxima, Alfa Centauri, tem uma paralaxe de 0,750". Portanto, está a uma distância de  1/0,750=1,33 parsecs ou aproximadamente 4,3 anos-luz.
Cálculo da paralaxe
- Paralaxe {\displaystyle p''=ua/d\times 180\times 3600/\pi \,} arcseg

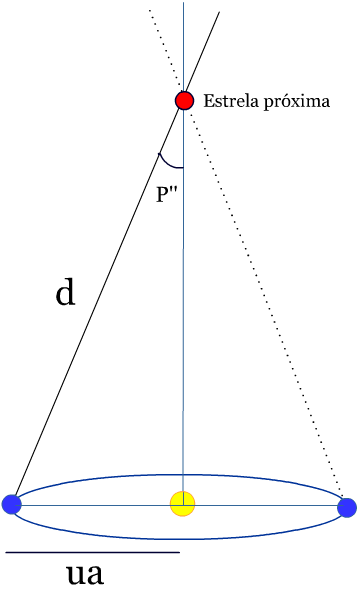
Paralaxe estelar

  - {\displaystyle ua=} unidade astronômica = Distância média da Terra ao Sol igual a 1,4959 x 1011 metros
  - {\displaystyle d=} distância até a estrela.

Derivando a expressão
O ângulo da paralaxe é dado por:
{\displaystyle \operatorname {sen} p''=ua/d\,}
Aproximando o seno para ângulos pequenos como o:
{\displaystyle \operatorname {sen} x~=x{\textrm {\ radianos}}=x\times 180/\pi {\textrm {\ graus}}=x\times 180\times 3600/\pi arcseg}
Podemos escrever a paralaxe como:
{\displaystyle p''~=ua/d\times 180\times 3600/\pi }
Se a paralaxe é 1", então a distância  é de :
{\displaystyle {\frac {}{}}d=ua\times 180\times 3600/\pi =206264\ ua=3,2616\quad } ano-luz  = 1 parsec
Que é a definição de parsec. A paralaxe é {\displaystyle p''=1/d} arcseg, quando a distância é dada em parsecs.
A paralaxe heliocêntrica é usada para medir a distância das estrelas mais próximas. À medida que a Terra gira em torno do Sol, podemos medir a direção de uma estrela em relação às estrelas de fundo quando a Terra está de um lado do Sol, e tornamos a fazer a medida seis meses mais tarde, quando a Terra está do outro lado do Sol. A metade do desvio total na posição da estrela corresponde à paralaxe heliocêntrica.
O fato de que a paralaxe estelar era tão pequena que se mostrava inobservável na época foi usado como principal argumento científico contra o heliocentrismo durante o início da Idade Moderna: não ocorreu às pessoas a noção de que as estrelas estavam muito mais distantes que os planetas do Sistema Solar para demonstrar a falta de base do argumento.
Medições da paralaxe anual conforme a Terra se desloca por sua órbita foram a primeira forma confiável de determinar as distâncias até as estrelas mais próximas. Este método foi usado inicialmente por Friedrich Wilhelm Bessel em 1838 quando ele mediu a distância até 61 Cygni e estabeleceu o padrão para calibrar outros métodos de medição (após o tamanho da órbita da Terra ter sido medida pela reflexão do radar em outros planetas). Em 1989, um satélite chamado "Hipparcos" foi lançado com o objetivo principal de obter as paralaxes e o movimento próprio de estrelas próximas, decuplicando o alcance do método.

## Paralaxe geocêntrica ou diurna
Neste tipo de paralaxe utiliza-se como linha base o raio da Terra; assim, esperam-se seis horas entre as medidas e chamamos o método de paralaxe geocêntrica.
Atualmente a determinação de distâncias de planetas é feita por radar, e não mais por triangulação, mas antes da invenção do radar os astrônomos mediam as distâncias da Lua e de alguns planetas usando o diâmetro da Terra como linha de base. A figura abaixo ilustra o problema para a determinação da distância da Lua.
A posição da Lua em relação às estrelas distantes é medida duas vezes, em posições opostas na Terra, e a paralaxe corresponde à metade da variação total na direção observada dos dois lados opostos da Terra.